# Никольское (Идринский район)
Никол́ьское — село в Идринском районе Красноярского края. Административный центр Никольского сельсовета.

## География
Село находится на расстоянии примерно 12 км (по прямой) к северо-востоку от села Идринское, административного центра района.

### Климат
Климат резко континентальный с холодной зимой и жарким летом, суровый, с большими годовыми и суточными амплитудами температуры. Максимальная высота снежного покрова 46 см. Среднемесячная температура января −21,1 ºС, июля +18,4 ºС. Продолжительность безморозного периода составляет 100 дней. Средняя дата последнего заморозка — 29 мая, первого заморозка — 7 сентября. Вегетационный период (с температурами выше +5ºС) длится 157 дней. Годовая сумма осадков составляет 387 мм, причем большая ее часть выпадает в теплый период года (81 % от годовой суммы).

## История
Село основано в 1841 году. До 1854 года носило название Муравьёвское, по имени губернатора Восточной Сибири Николая Николаевича Муравьёва-Амурского, а затем переименовано по его имени. В советское время работали колхозы им. Партизан, им. Ленина (ныне ООО «Луч»).

## Население
| 2010 |
| ---- |
| 513  |

### Национальный состав
Согласно результатам переписи 2002 года, в национальной структуре населения русские составляли 97 % из 636 чел.

## Инфраструктура
В селе функционируют средняя школа, фельдшерско-акушерский пункт, дом культуры, продуктовые магазины.